# Spławie Średzkie
Spławie Średzkie – nieczynny przystanek osobowy na zlikwidowanej linii kolejowej Poznań Kobylepole Wąskotorowy – Środa Wielkopolska Miasto. Mieści się przy skrzyżowaniu ulic Szczepankowo, Gospodarskiej oraz Bobrownickiej. Wyłączony z użytkowania w II połowie lat 60. XX wieku.